# Ејкериџ (Флорида)
Ејкериџ (енгл. The Acreage) насељено је место без административног статуса у америчкој савезној држави Флорида.

## Демографија
По попису из 2010. године број становника је 38.704.
| Група             | 2000.    | 2010.          |
| Белци             | 0 (0,0%) | 24.939 (64,4%) |
| Афроамериканци    | 0 (0,0%) | 5.164 (13,3%)  |
| Азијати           | 0 (0,0%) | 1.022 (2,6%)   |
| Хиспаноамериканци | 0 (0,0%) | 6.881 (17,8%)  |
| Укупно            | 0        | 38.704         |